# Церковь Богородицы Кириотиссы
Церковь Богородицы Кириотиссы находилась в Константинополе у самого восточного отрезка акведука Валента. Построена на месте римских терм и двух храмов VI—VII веков на исходе правления Комнинов (конец XII века). Захвативший Константинополь султан Мехмед II приписал церковь одной из сект дервишей, в распоряжении которой она и оставалась до XVIII века, когда была превращена в мечеть Календерхане.
Неоднократные землетрясения и пожары заставили власти предпринять в 1854 г. «реставрацию» памятника, в ходе которой были разобраны боковые нефы и хоры. После обрушения минарета в 1930-е гг. мечеть была на какое-то время заброшена, что позволило провести научную реставрацию, которая привела к обнаружению фрески с изображением Богородицы Кириотиссы. На этом была поставлена точка в долгих спорах о первоначальном посвящении церкви.
Паперть и минарет являются позднейшими привнесениями, в отличие от многих черт интерьера, среди которых выделяется единственная в городе мозаика доиконоборческого периода (изображает Сретение) и фрески XIII века со сценами из жизни св. Франциска Ассизского (древнейшая версия сюжета, ныне в историческом музее Стамбула).